# Cmentarz wojenny nr 102 – Wójtowa
Cmentarz wojenny nr 102 – Wójtowa – cmentarz z I wojny światowej, zaprojektowany przez Hansa Mayra, położony na terenie wsi Wójtowa w gminie Lipinki w powiecie gorlickim w województwie małopolskim. Jeden z ponad 400 zachodniogalicyjskich cmentarzy wojennych zbudowanych przez Oddział Grobów Wojennych C. i K. Komendantury Wojskowej w Krakowie. Należy do III Okręgu Cmentarnego Gorlice.

## Opis
Cmentarz znajduje się na skraju lasu pod masywem Łysej Góry 448,5 m n.p.m. we wschodniej części wsi Wójtowa, na działce ewidencyjnej nr 1558. 
Cmentarz ma kształt prostokąta o powierzchni ogrodzonej około 287 m². W centralnej części znajduje wysoki kamienny pomnik w kształcie obelisku z wyodrębnionym cokołem. Na przednim licu wnęka po tablicy inskrypcyjnej a na tylnym krzyż. Obiekt otoczony pełnym betonowym murem z wejściem od strony wschodniej ujętym w dwa słupy zakończone czterospadowo. Układ mogił regularny, rzędowy z nagrobkami w formie małych żeliwnych krzyży typu maltańskiego i dwuramiennych rosyjskich.

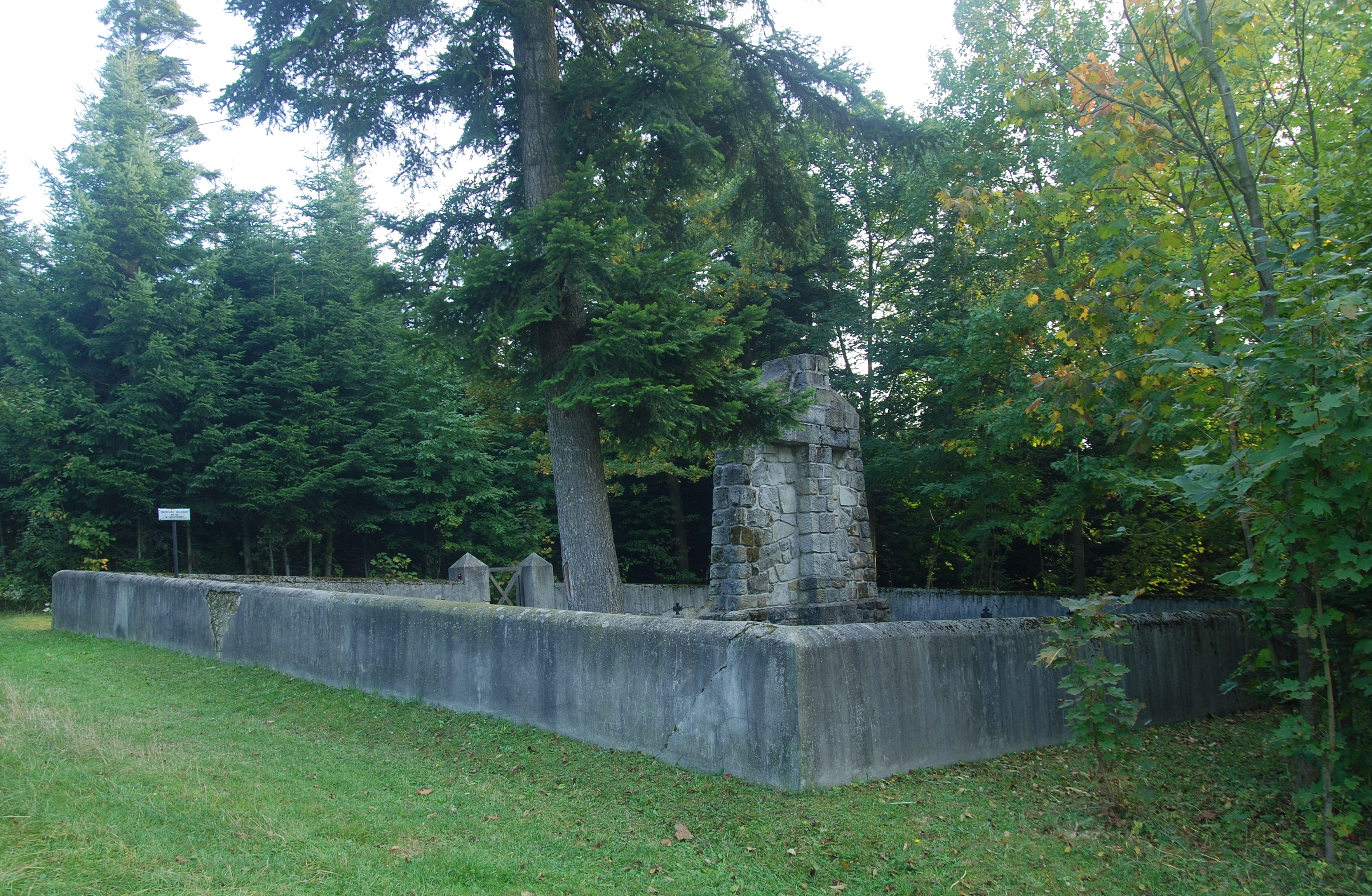
Widok ogólny
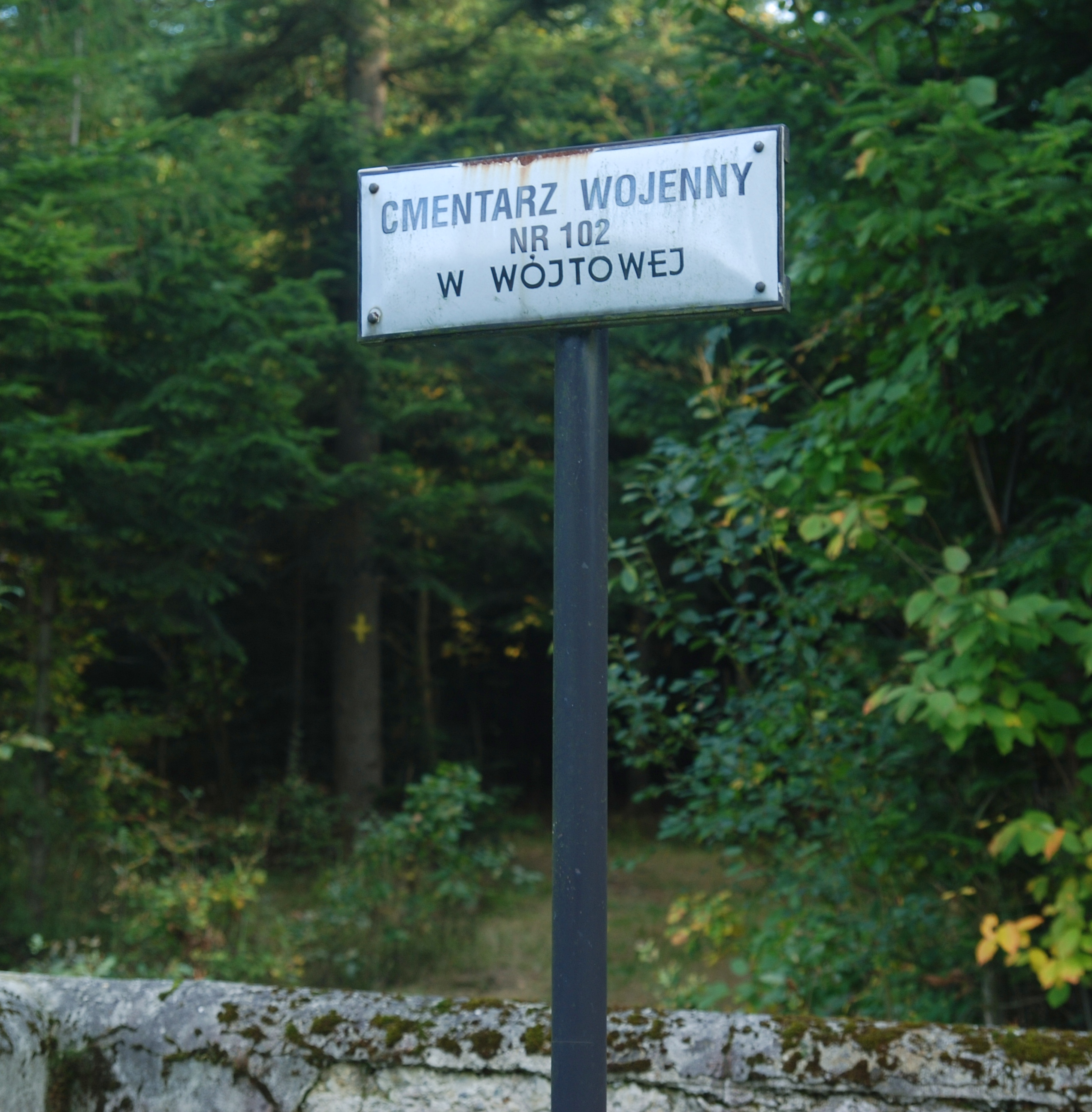
Tablica informacyjna
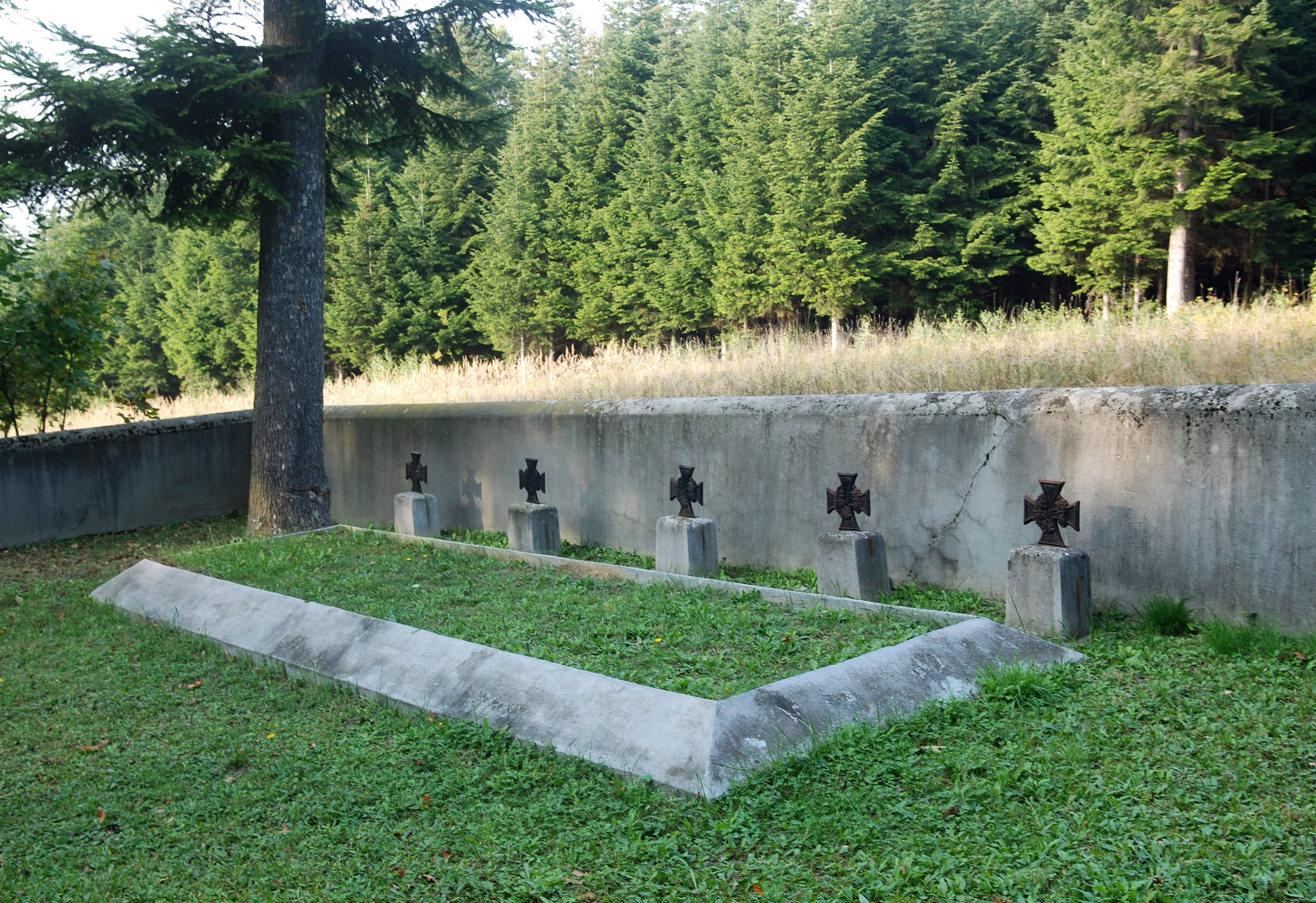
Mogiły z małymi krzyżami niemieckimi

Na cmentarzu jest pochowanych 36 żołnierzy w 8 grobach zbiorowych oraz 17 pojedynczych:
- 30 żołnierzy austriackich i niemieckich z: 269, 270, 271, 272 Pruskiego Rezerwowego Pułku Piechoty i 58 Pruskiego Pułku Piechoty
- 6 żołnierzy rosyjskich

poległych w maju 1915.

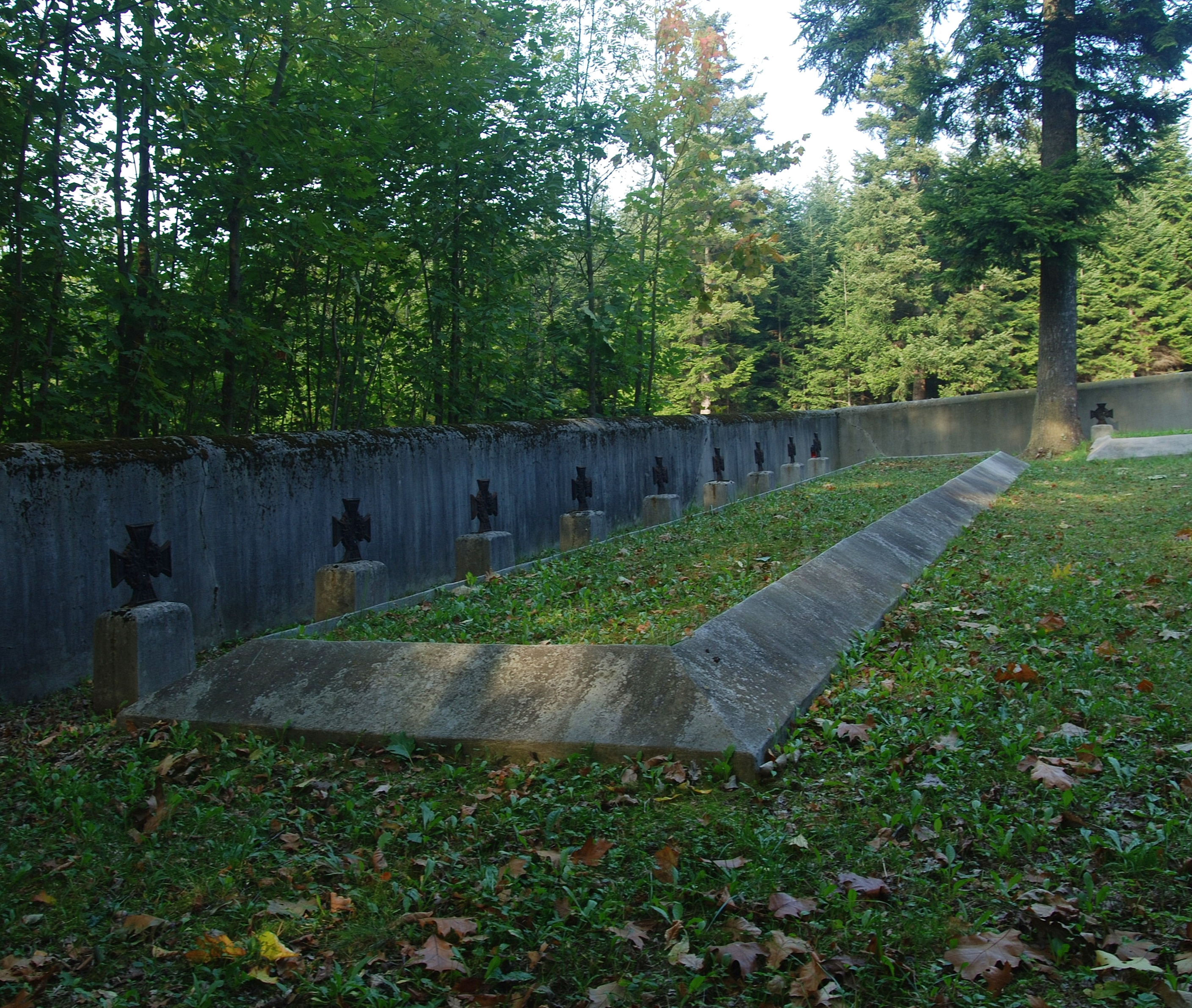
Mogiła zbiorowa
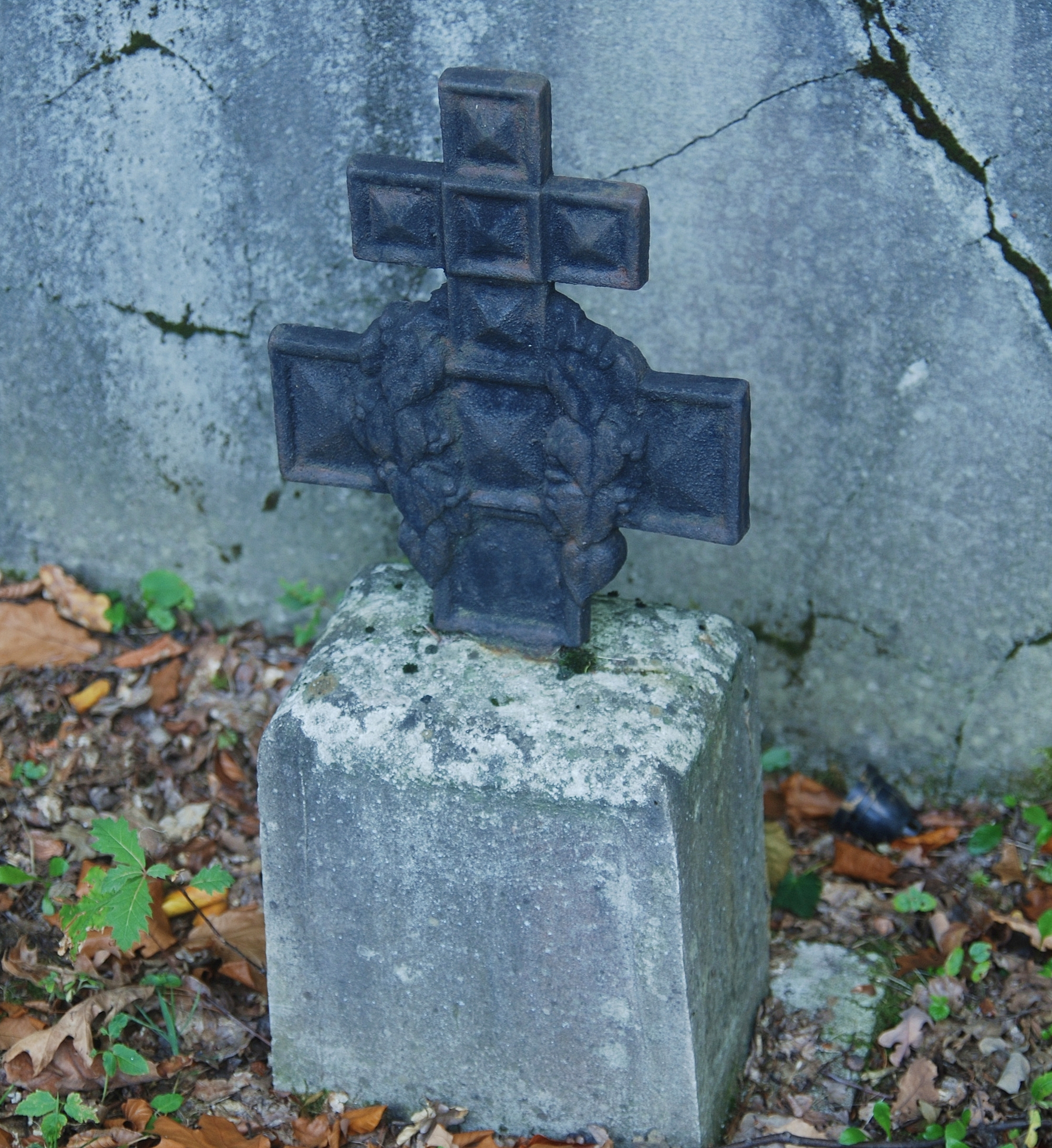
Mały krzyż rosyjski
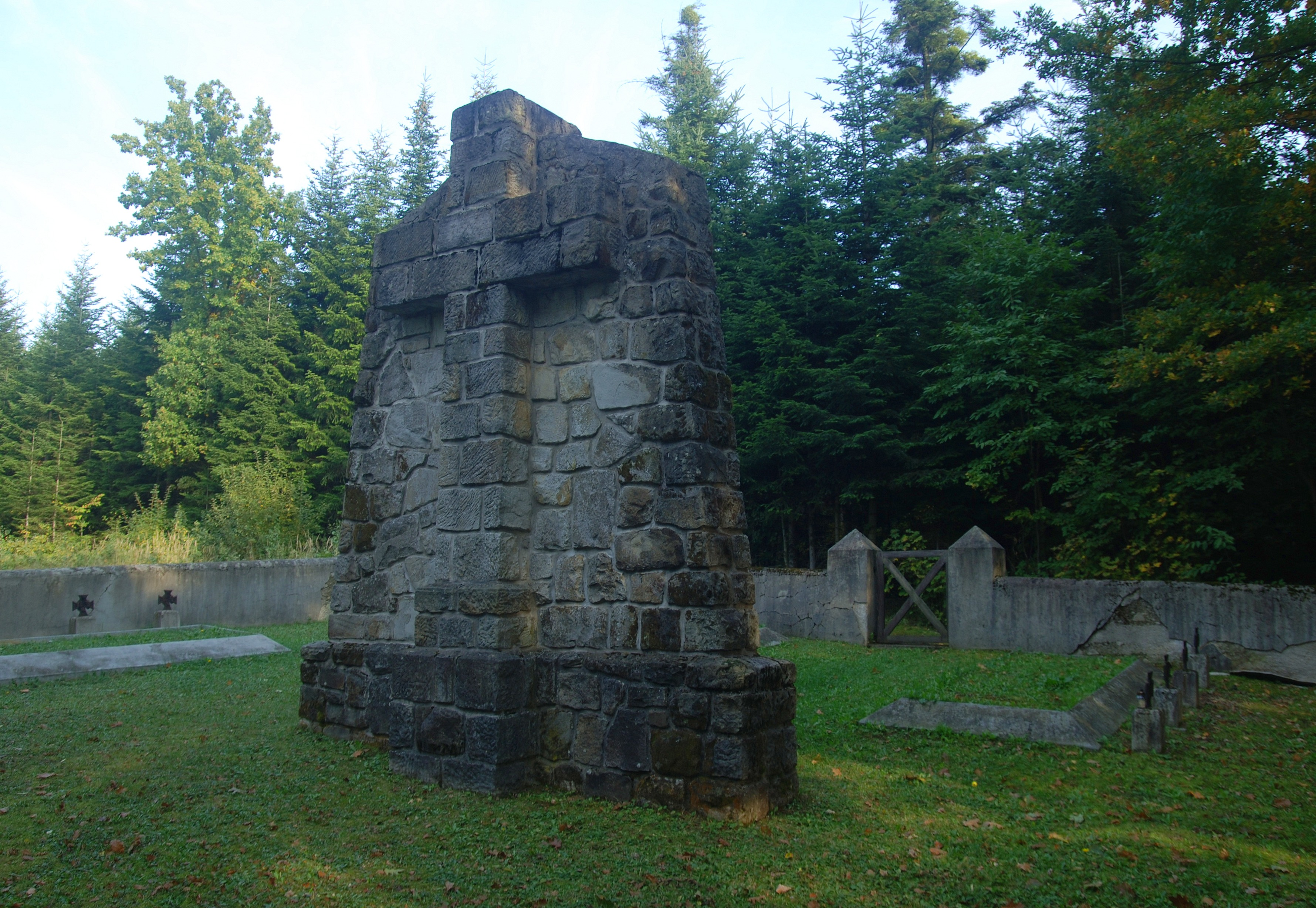
Widok na wejście